# Автомобільна промисловість у Латвії
Автомобільна промисловість Латвії — галузь економіки Латвії.

## Історія

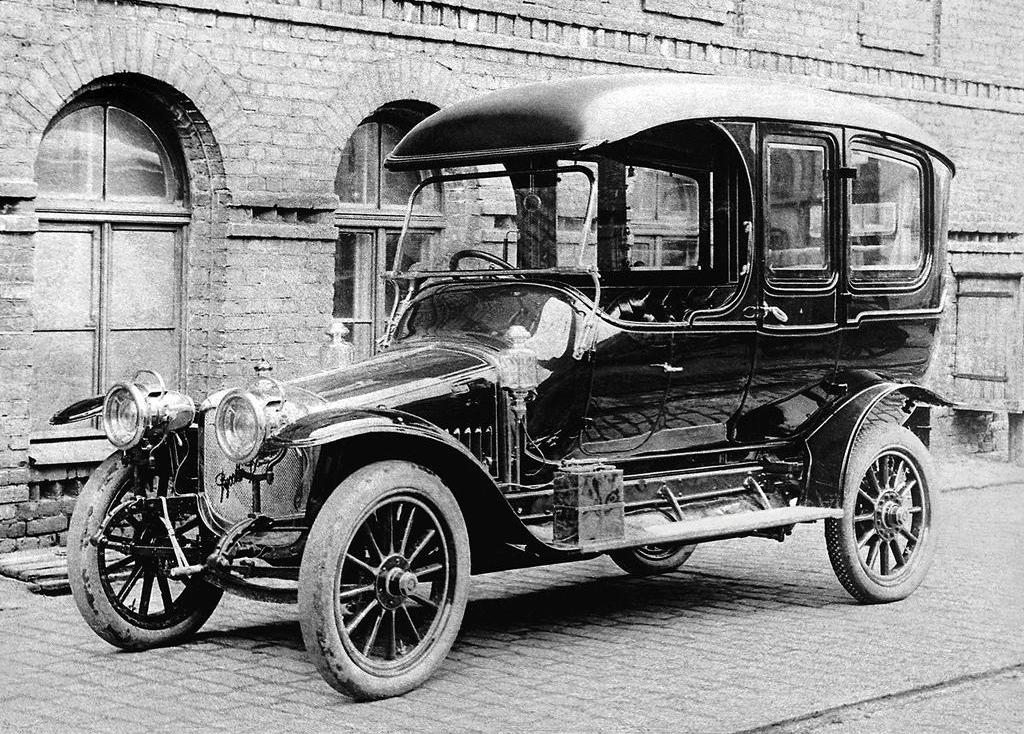
Russo-Balt С-24/40 (1910)

Ще в кінці XIX століття на підприємстві «A.Leutner & Co» випустили велосипед і мотоцикл, а вже потім перейшли до складання автомобілів. Проте це не було повноцінним виробництвом, адже всі комплектуючі, за винятком шасі і кузова, для машини під назвою «Leutner 3.HP» були закуплені в Європі.
Наступною автомобільною віхою Латвії став «Russo-Balt»: в 1908 році на Ризькому вагонному заводі було організовано автомобільне виробництво.
У 1936 році було утворено акціонерне товариство «Vairogs», яке на базі вагонобудівного заводу Фенікс на підставі угоди з Ford зайнялося складанням «легковиків» та вантажівок.
У 1949-му на базі Ризького авторемонтного заводу створили Ризький завод автобусних кузовів, який незабаром був приєднаний до тієї самої Ризької експериментальної автомобільної фабрики. У 1954-му підприємство отримало нову назву — «RAF (Rīgas Autobusu Fabrika)».

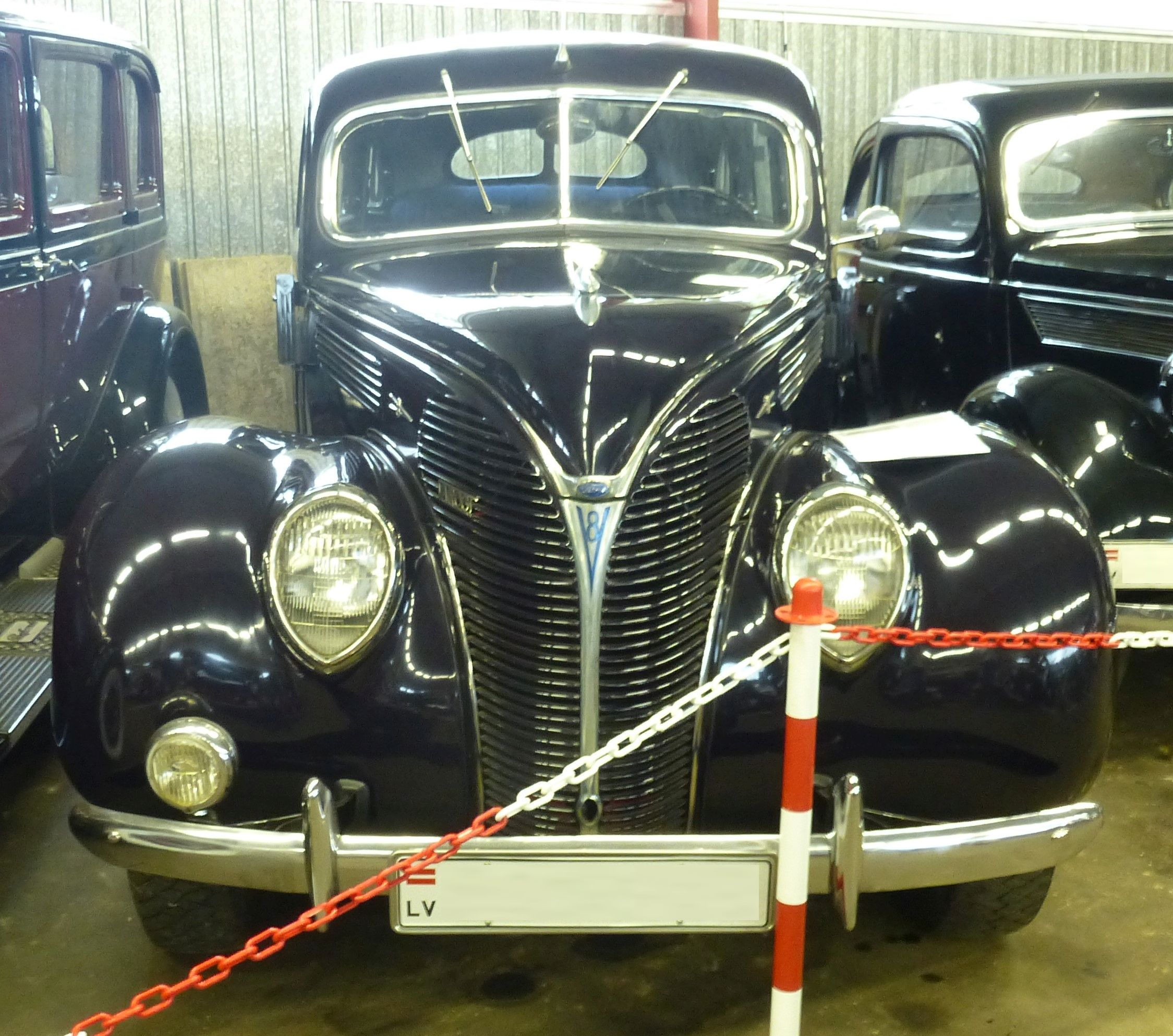
Ford-Vairogs V8 De Luxe (1937–1940)
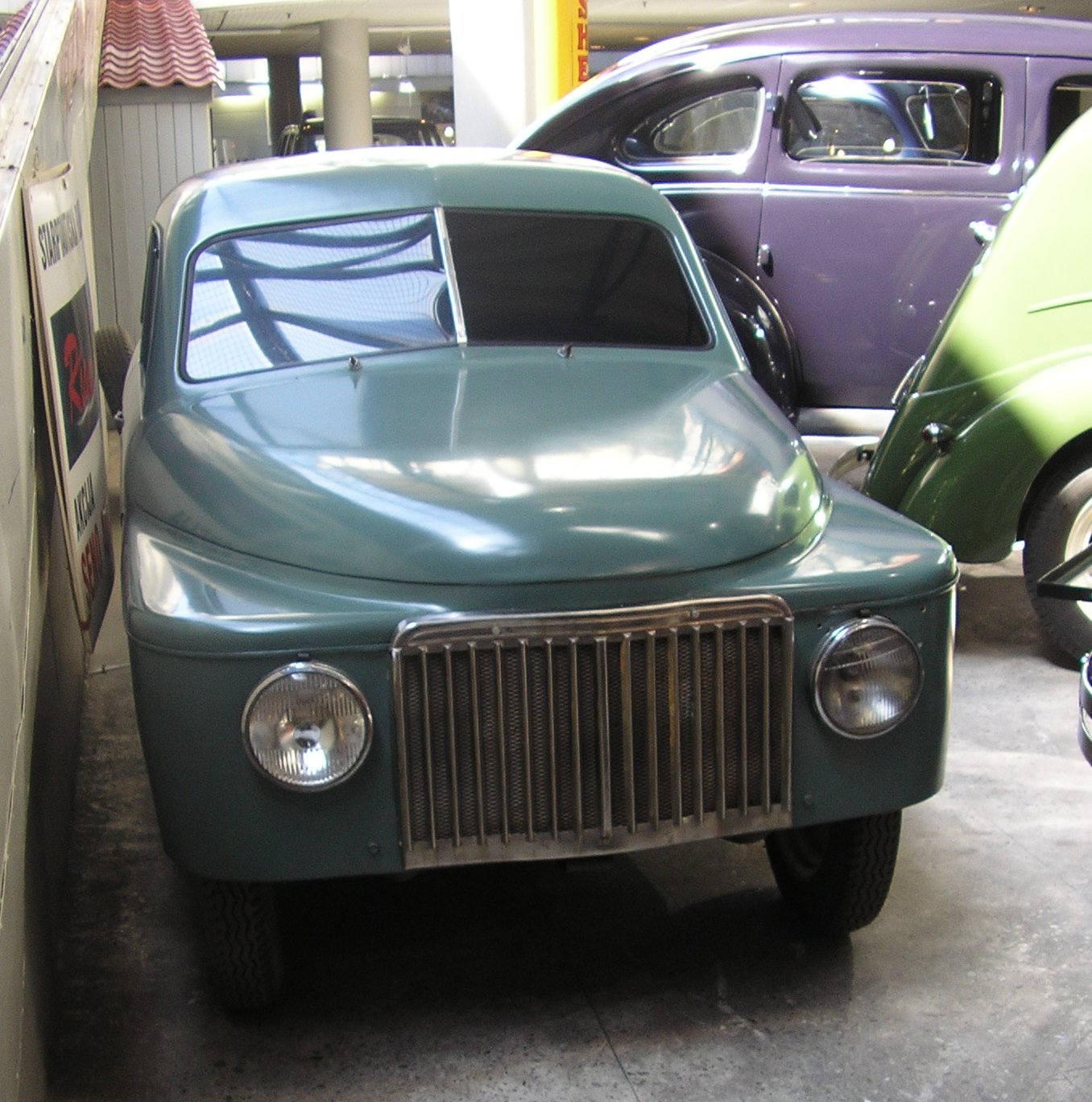
REAF-50 (1950)
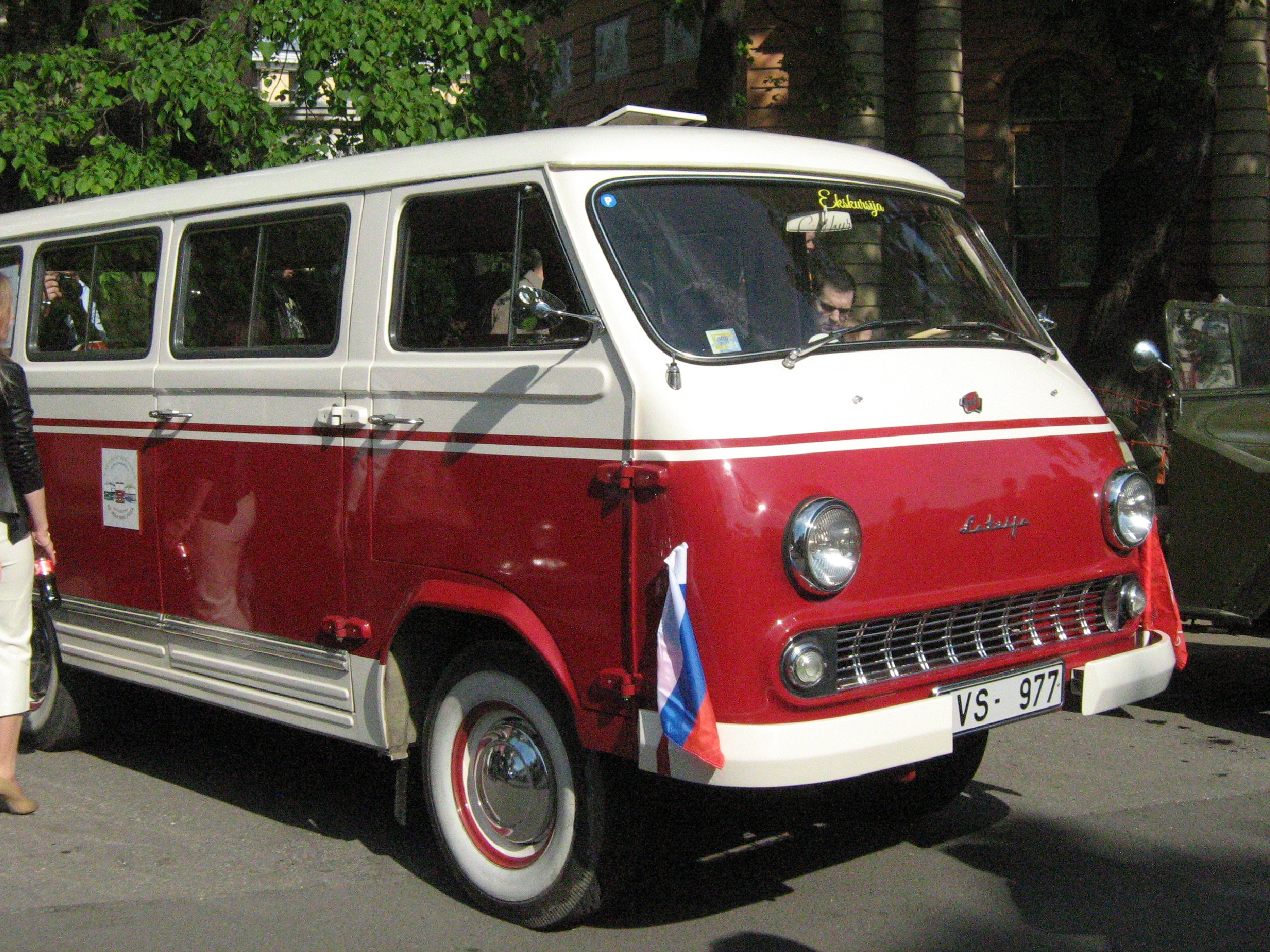
RAF-977 (1959—1976)
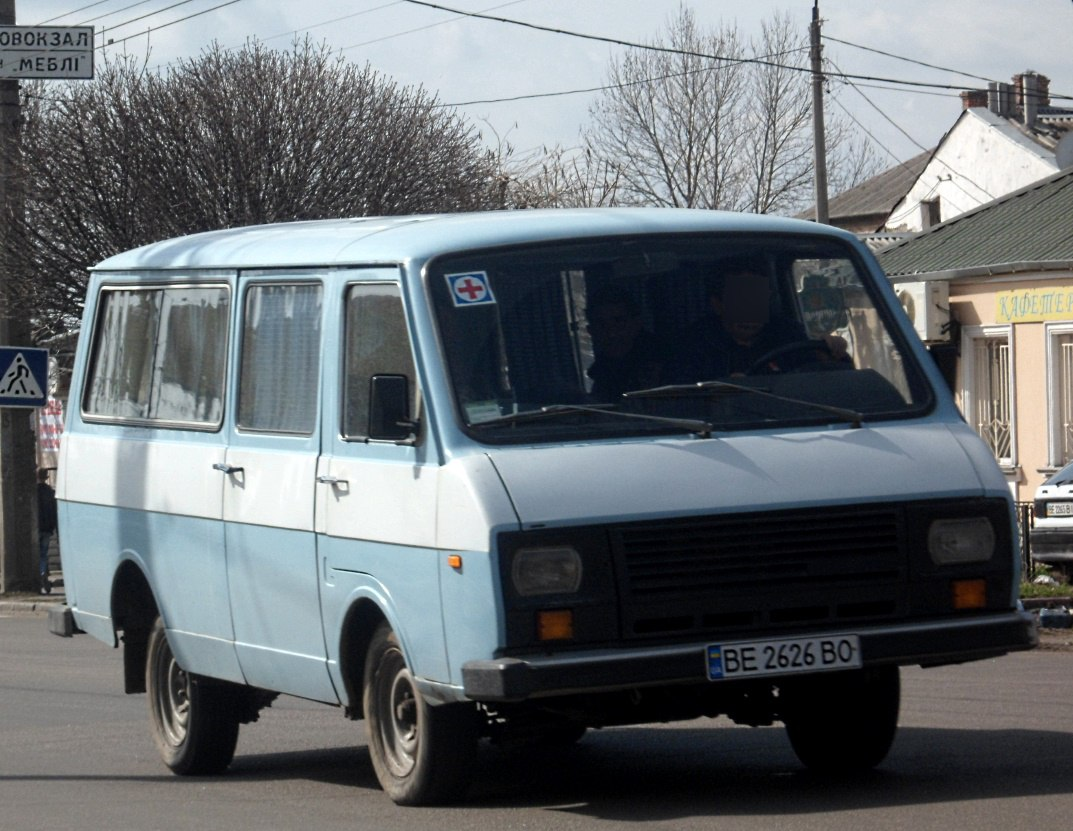
RAF-2203 (1976—1997)

## Сучасність

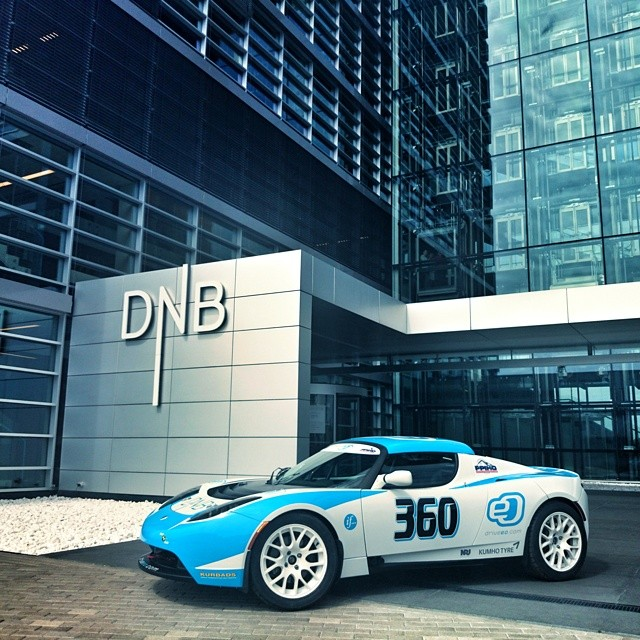
eO PP02 (2014)

У 1993 році в латвійському місті Огре була заснована компанія «Ogres Servisa Centrs», яка займається ремонтом автомобілів.
З 1996 по 2002 роки в Ризі існувала компанія «Baltijas Dzips Ltd.», яка за цей час випустила близько 10 екземплярів позашляховика моделі BD-1322 Tantor.
У 2008-му році в Ризі було засновано підприємство «Dartz Motorz», яке входить до складу «Dartz Grupa» — компанії, що спеціалізується на виробництві військової техніки та бронеавтомобілів.

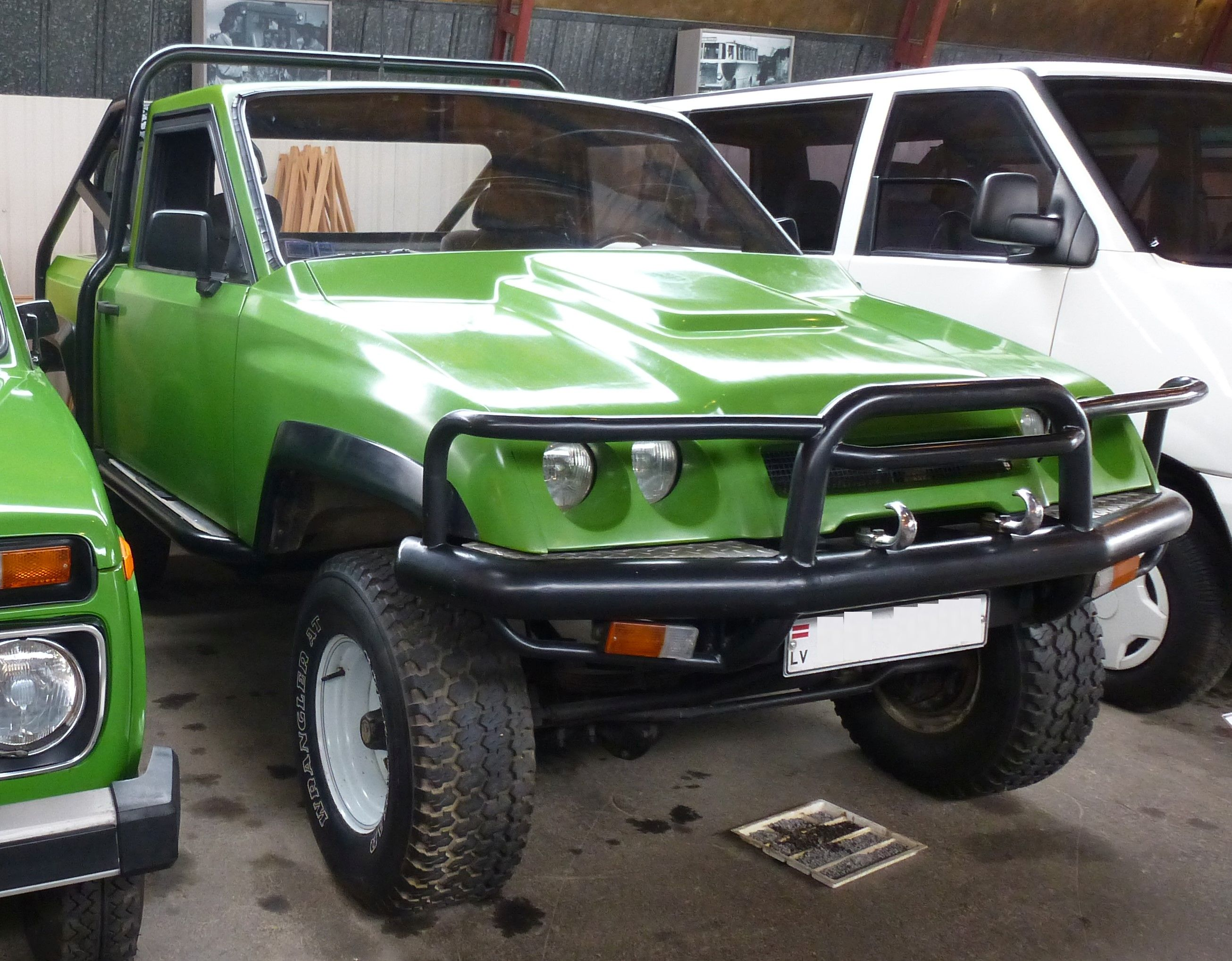
Baltijas Dzips BD-1322 Tantor (1997–2002)
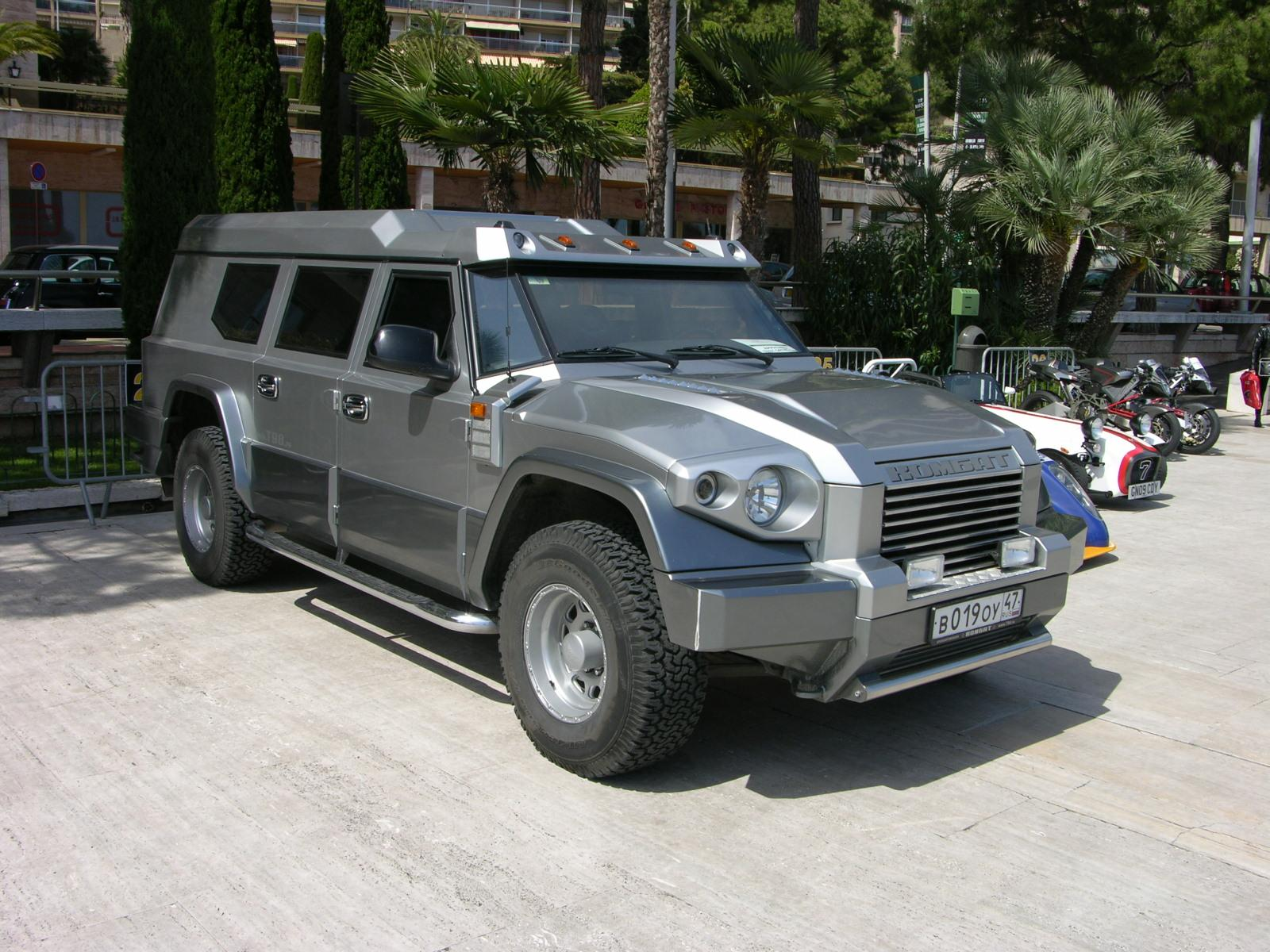
T-98 Kombat (1998–донині)
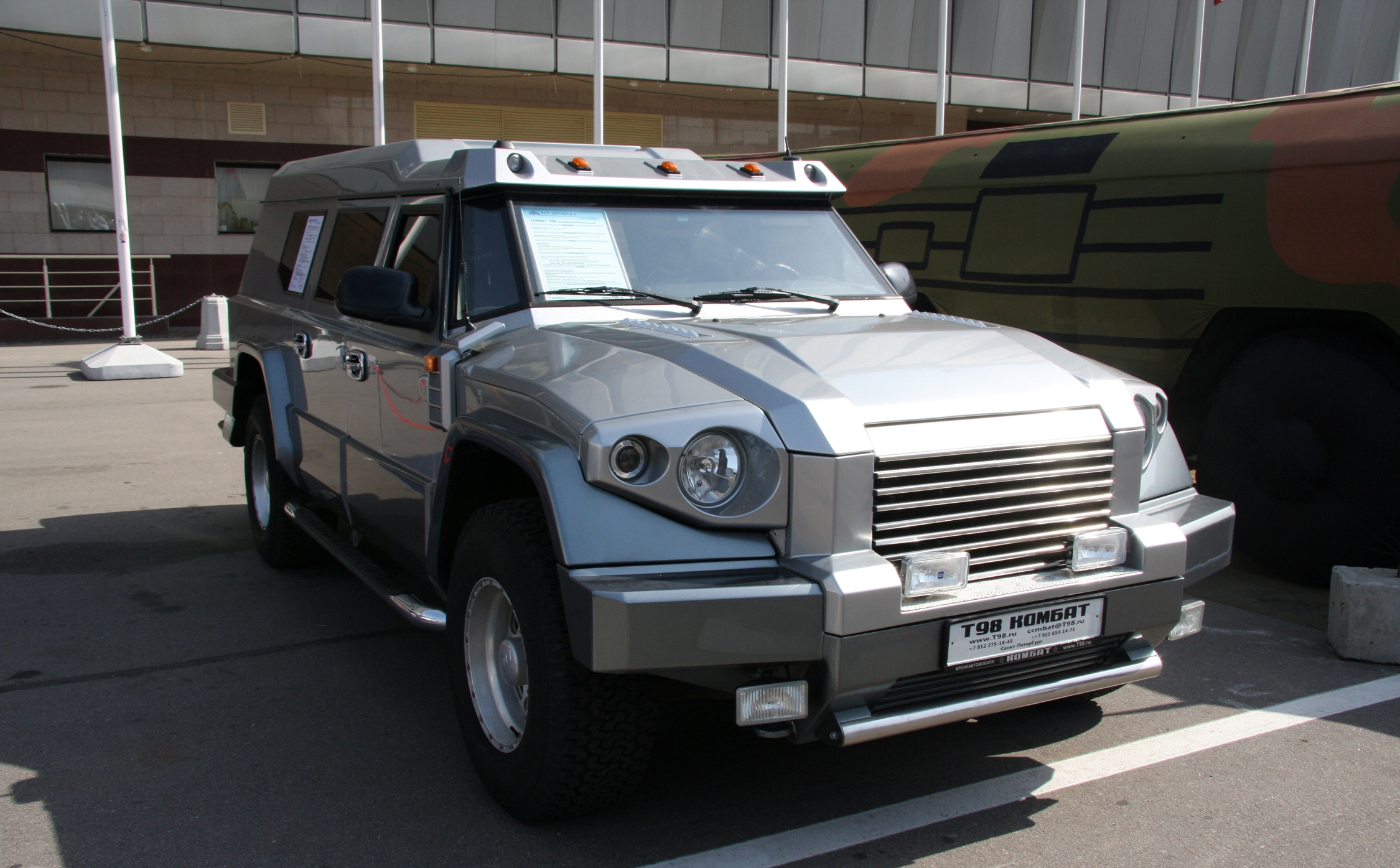
T-98 Kombat (1998–донині)
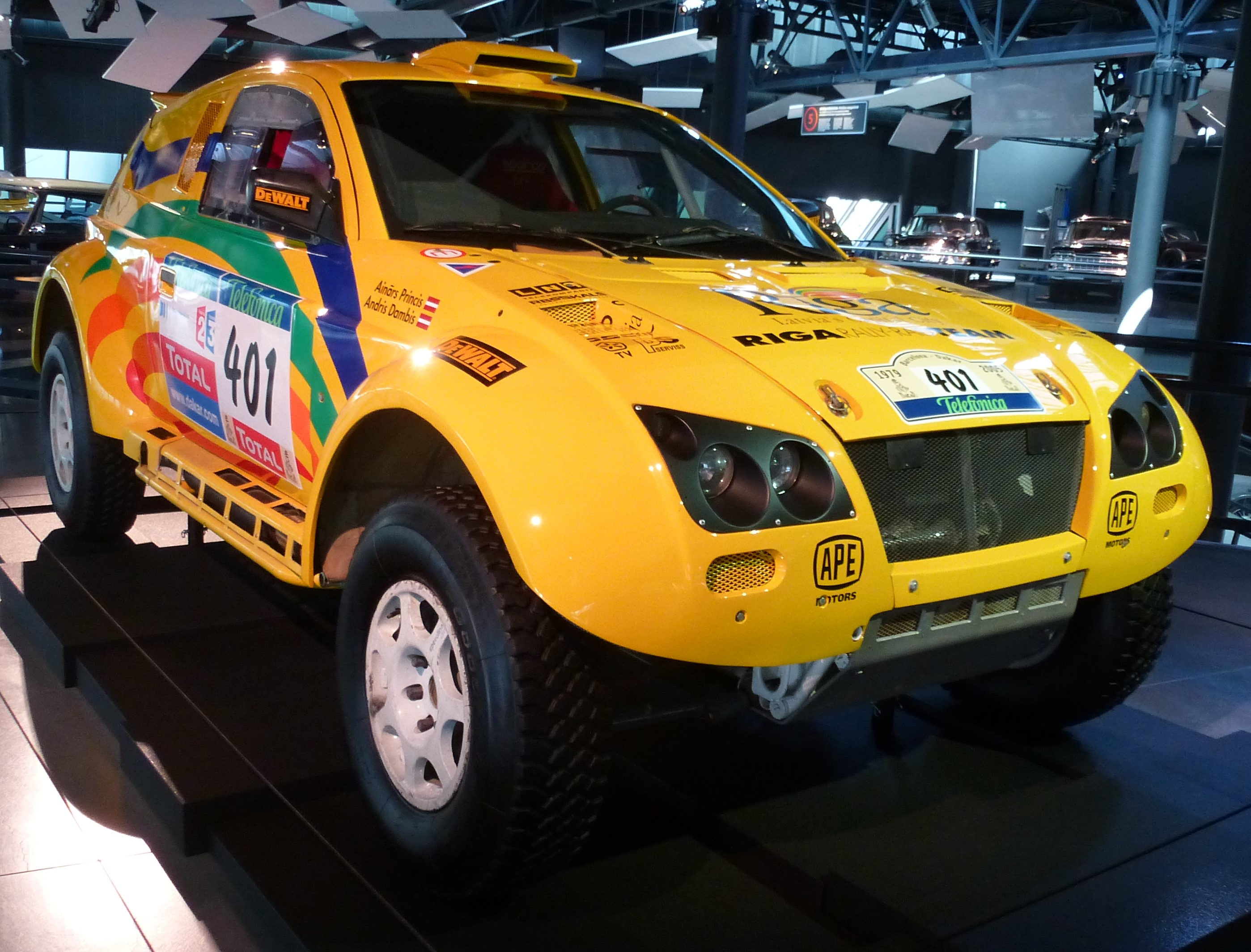
Oscar 03 (2003)

## Виробники
- Alexander Leutner & Co.
- AMO Plant
- Baltijas Džips Ltd.
- Dartz Motorz
- Drive eO — Ogres Servisa Centrs
- Ford-Vairogs
- RAF (Rīgas Autobusu Fabrika)
- REAF (Rīgas Eksperimentālā Automobiļu Fabrika)
- Russo-Balt